# Ласкос, Изабелла Львовна
Изабелла Львовна Ласкос (урождённая и в ранней карьере Гринберг; 1830—1877) — русская писательница, драматург, музыкальный и театральный критик, переводчица и певица.

## Биография
Отец, Лев (Леон) Павлович Гринберг (1796—1850), — «из купеческого звания еврейского закона», по-видимому, в начале 1840-х годов принявший лютеранство; крупный медик, доктор медицины (1824), автор научных трудов, в том числе «Всеобщего терминологического медицинского лексикона» на латинском, немецком и русском языках. Мать — урождённая Розенберг. Старшая сестра — Юлия Львовна Гринберг (в замужестве Тюрина).
С детства отличалась артистическими способностями, готовилась стать певицей. На её музыкальное дарование обратил внимание М. И. Глинка, познакомившийся с семьёй Лакос в 1847 году в Варшаве и в течение многих лет сохранявший с ней дружеские отношения. Позднее Лакос брала уроки пения у певца Луиджи Лаблаша, однако выступала лишь в любительских концертах. Несмотря на стеснённое материальное положение семьи, ухудшившееся после смерти отца в 1850 году и переезда в Петербург и отчасти компенсировавшееся покровительством великой княгини Елены Павловны, которая предоставляла Ласкос средства для занятий, в доме матери Ласкос часто собирались знаменитости литературного  и музыкального мира (среди знакомых Ласкос — А. С. Даргомыжский, И. А. Гончаров, А. В. Никитенко). С ранней молодости Ласкос поддерживала дружеские отношения с А. Д. Блудовой, которой позднее посвятила рассказ «Первая белая роза» (1870).
Ласкос дебютировала драмой «Бедная племянница» (1869), написанной для благотворительного спектакля; в первой постановке на любительской сцене (1862) Ласкос сама играла главную роль. В 1863—1865 годах пьеса шла в Петербурге и Москве на сценах императорских театров, была поставлена также в Харькове и Саратове. 
Сочинения Ласкос (обыкновенно за подписью Иза Ласкос, Иза Г. или И. Л. Г.): драма в 4-х действиях «Меценат» (по не зависевшим от автора обстоятельствам не была поставлена на русской сцене, но шла в немецком переводе самой Ласкос за границей); повесть «Машовия» (1871); роман «При дворе» (1876—1877 и отдельное издание — 1878), живо рисующий интриги германских придворных.
С начала 1860-х годов и до своей смерти Ласкос активно сотрудничала в различных периодических изданиях. В 1862—1869 годах музыкальный рецензент газеты «Весть», где помещала профессионально написанные критические статьи о музыке и театре: «Из музыкального мира», рецензия на оперу «Жизнь за царя» Глинки (1866), «Фани Янаушек» (1866) и др. В той же газете выступала со статьями о положении женщины, частично собранными в её брошюре «По женскому вопросу» (1866), в которых отстаивалась мысль о необходимости реорганизации женского образования, в первую очередь с целью противодействия «безнравственному направлению наших нигилисток», исправления «испорченности нравов… лени… небрежности» женщин «низшего сословия».
Беллетристическая деятельность Ласкос начала в 1866 году, публикацией художественного очерка «Петр Иванович Бобчинский. Под итальянским небом». Рассказ «Воспоминания самовара» (1869) о «странствиях» самовара по различным «этажам» общества (аристократическая, купеческая, чиновничья среда, театральный мир). В 1869 году публикуется её перевод (с итальянского) романа А. Гизланцони «Театральные артисты» (1869); повесть «Магнолья» (1871), «Во время выборов» (1877), роман из жизни «небольшого королевства» «При дворе» (1876, 1877, отдельное издание — 1878). 
В 1870-е годы Ласкос в журнале «Семейные вечера. Отдел для юношества» выступала с очерками под общим названием «Из путевых воспоминаний», в которых авторские наблюдения над аристократической и театральной жизнью посещаемых мест сочетаются с описанием экзотических привычек жителей и пересказом исторических легенд: «Наполеон <III> на двух балах в Виши» (1873), «Несколько месяцев на острове Мадера» (1873), «Лето в Смоленской губернии» (1874) и «Италия» (1875). В двух последних произведениях, рассказывая о положении русских и итальянских «простолюдинов», приходит к выводу, что «врожденное чувство красоты» итальянцев, которые привыкли в течение всей жизни «быть окруженными прекрасным», определяет политическую стабильность общества; смягчённость их нравов Ласкос противопоставляет дикости и жестокости русской деревни, где «зараза нигилистических идей проникла и в крестьянские семьи». Средством исправления сложившегося положения, по мнению Ласкос, было бы распространение просвещения, повсеместное устройство в России народных театров, развитие крестьян, «основанное на истинно религиозных началах».
В 1874 году Ласкос вышла замуж за иностранца и поселилась в Вене. Сообщала в газете «Гражданин» (1874) и «Московские ведомости» (1875—1876) музыкальные новости и отчёты о художественных выставках из Австрии, Греции и Италии, полемизировала с высказываниями венских газет о России: «Венские легенды» (1875), «Церковь князя Демидова во Флоренции» (1876), «Евреи в Вене» (1875).
Умерла от чахотки, приехав в Россию для лечения кумысом. Похоронена в Александро-Невской лавре.
Изабелле Гринберг-Ласкос посвятили романсы Модест Мусоргский («Где ты, звёздочка») и Милий Балакирев («Колыбельная песня», или «Спи, малютка мой прекрасный»; «Барка-рола, или «Прелестная рыбачка, причаль на берег мой» из Гейне; «Когда беззаботно, дитя, ты резвишься»). Антон Рубинштейн избрал сестёр Гринберг — Изабеллу и Юлию — для музыкальных «портретов», вошедших в четвёртую тетрадь его фортепианного цикла «Альбом портретов. Каменный остров»; им посвящён № 24 «Скерцо» (ор. 10, № 24).